# یشیل‌دام (جیحان)
یشیل‌دام (به ترکی استانبولی: Yeşildam) یک منطقهٔ مسکونی در ترکیه است که در جیحان واقع شده‌است.